# مشکین‌گربه حبشی
مشکین‌گربه حبشی (نام علمی: Genetta abyssinica) نام یک گونه از سرده مشکین‌گربه است.

## نگارخانه

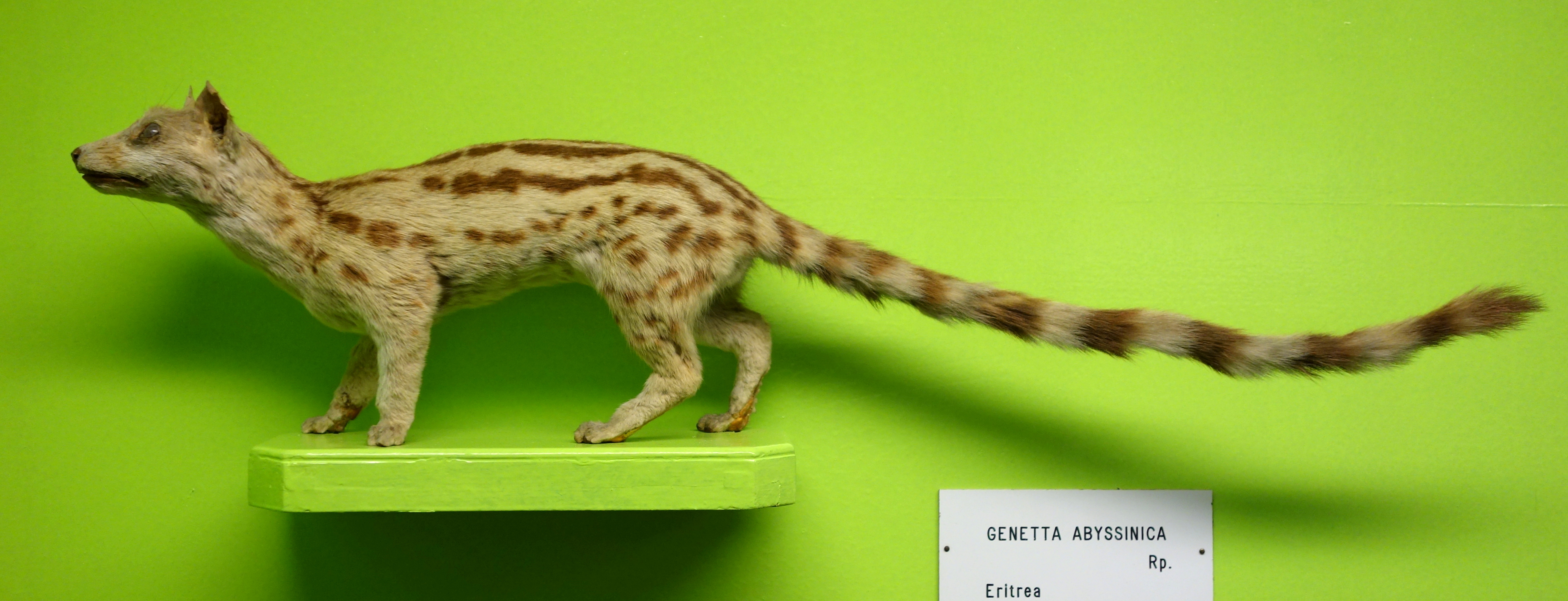